# وادی رحمت
وادی رحمت نام بزرگ‌ترین و مهم‌ترین قبرستان شهر تبریز و منطقه شمال غرب ایران است. این گورستان در ناحیهٔ جنوب‌غربی تبریز و بین سه بزرگراه تبریز-آذرشهر و تبریز-شهر جدید سهند و کسایی واقع شده‌است. وادی رحمت مزار بسیاری از بزرگان، شاعران، عارفان، شهدا جنگ ایران و عراق و نیز اهالی شهر تبریز را در خود جای داده‌است.
هم‌اکنون «گلزار شهدای وادی رحمت تبریز» عضو هیئت‌مدیرهٔ اتحادیهٔ آرامستان‌های ایران می‌باشد.
آرامستان وادی رحمت تبریز در سال ۱۳۵۷ در زمان شهرداری دکتر محمد باقر صدری افتتاح شد

## مدفونان سرشناس
- سید محمدعلی آل هاشم، نماینده ولی فقیه در آذربایجان شرقی و امام جمعه تبریز
- کاظم سعادتی
- شاهرخ زمانی
- محمد جراحی
- سید محمدحسین مبین
- ابوالحسن اقبال‌آذر
- عبدالعلی کارنگ
- علی بخشایش خیابانی
- بهمن سرکاراتی
- میر محسن مستجاب‌الدعوه
- محسن کوچه‌باغی تبریزی
- حمزه یاوری
- صمد قربانپور
- محمدغفارزاده اسکندانی
- شمسی اسلامبولی زاده